# Mariya Zemskova
Mariya Zemskova es una deportista soviética que compitió en remo como timonel. Ganó tres medallas de oro en el Campeonato Mundial de Remo entre los años 1981 y 1983.

## Palmarés internacional
| Campeonato Mundial | Campeonato Mundial | Campeonato Mundial | Campeonato Mundial       |
| Año                | Lugar              | Medalla            | Prueba                   |
| ------------------ | ------------------ | ------------------ | ------------------------ |
| 1981               | Múnich (RFA)       | Medalla de oro     | Cuatro scull con timonel |
| 1982               | Lucerna (Suiza)    | Medalla de oro     | Cuatro scull con timonel |
| 1983               | Duisburgo (RFA)    | Medalla de oro     | Cuatro scull con timonel |